# Remember Me This Way
Remember Me This Way es un álbum en vivo del cantante británico Gary Glitter, publicado el 14 de junio de 1974 a través del sello Bell Records.

## Lista de canciones
Todas las canciones escritas y compuestas por Gary Glitter y Mike Leander, excepto donde esta anotado. 
| Lado uno |                                      |                  |          |  |
| N.º      | Título                               | Escritor(es)     | Duración |  |
| 1.       | «I'm the Leader of the Gang (I Am!)» |                  | 4:55     |  |
| 2.       | «Sidewalk Sinner»                    |                  | 2:53     |  |
| 3.       | «Baby Please Don't Go»               | Big Joe Williams | 4:17     |  |
| 4.       | «Do You Wanna Touch Me? (Oh Yeah!)»  |                  | 4:30     |  |
| 5.       | «The Wanderer»                       | Ernie Maresca    | 4:39     |  |

| Lado dos |                                                            |          |  |
| N.º      | Título                                                     | Duración |  |
| 1.       | «Rock & Roll, Parts 1 and 2»                               | 5:25     |  |
| 2.       | «Hello! Hello! I'm Back Again»                             | 4:00     |  |
| 3.       | «I Didn't Know I Loved You (Till I Saw You Rock and Roll)» | 4:40     |  |
| 4.       | «I Love You Love Me Love»                                  | 4:55     |  |
| 5.       | «Remember Me This Way»                                     | 1:55     |  |

## Créditos y personal
Créditos adaptados desde las notas de álbum de Remember Me This Way.
Personal técnico
- Mike Leander – productor
- John Hudson – supervisor de sonido
- Chris Howard – fotografía de portada
- Justin de Villenueve – fotografía de contraportada
- Cream – diseño

## Posicionamiento
| Gráfica (1974)                | Pico de posición |
| ----------------------------- | ---------------- |
| Australia (Kent Music Report) | 12               |
| Reino Unido (UK Albums Chart) | 5                |